# 461 Ocean Boulevard
| Recensione                    | Giudizio |
| ----------------------------- | -------- |
| AllMusic                      | [ 3 ]    |
| Chicago Tribune               | [ 4 ]    |
| Christgau's Record Guide      | A        |
| Creem                         | A–       |
| Encyclopedia of Popular Music | [ 7 ]    |
| The 1000 Best Pop-Rock Albums | [ 8 ]    |
| The Rolling Stone Album Guide | [ 9 ]    |
| Uncut                         | [ 10 ]   |

461 Ocean Boulevard è il secondo album in studio di Eric Clapton, pubblicato nel 1974, raggiunse la prima posizione nella Billboard 200 statunitense restandoci per quattro settimane, la vetta anche in Canada, la terza nel Regno Unito e la quarta nei Paesi Bassi e Norvegia, anche trainato dal singolo I Shot the Sheriff che arriva primo nella Billboard Hot 100, in Canada ed in Nuova Zelanda, terzo in Norvegia, quarto in Germania, quinto nei Paesi Bassi e nono nel Regno Unito.

## Il disco

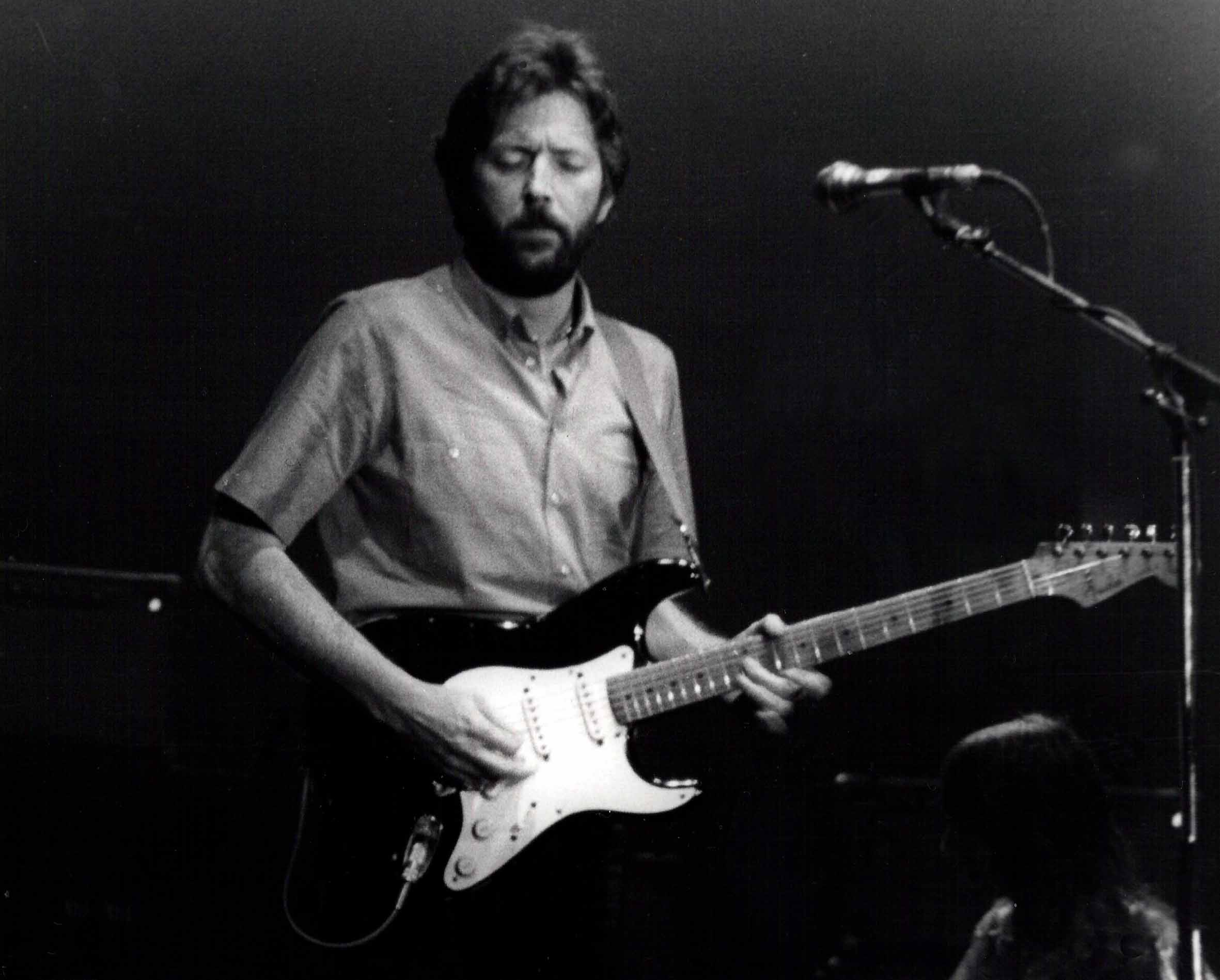
Clapton sul palco a Barcellona, alla fine del 1974.

### Origine e registrazione
Dopo essersi disintossicato dall'eroina, Clapton si rese conto di aver sprecato tre anni della sua vita, raccontando di non aver fatto altro in quel periodo se non guardare la televisione e andare fuori forma mangiando cibo spazzatura. Quando Clapton si rimise fisicamente in sesto lavorando in una fattoria, iniziò anche ad ascoltare molta nuova musica e vecchi dischi di blues che si era portato dietro; e la conseguenza fu che ricominciò a suonare, oltre che comporre nuove canzoni. Con queste nuove idee in mente, a Clapton fu dato un nastro demo da Carl Radle, ex bassista dei Derek and the Dominos, contenente brani eseguiti da Radle stesso con il tastierista Dick Sims e il batterista Jamie Oldaker. A Eric il nastro piacque, e lo definì "semplicemente superbo".
Radle lasciò tutto il tempo necessario a Clapton affinché scrivesse nuovo materiale per un prossimo album. Quando egli iniziò a lavorare in studio alle tracce per la prossima uscita in programma, volle lasciare le sue canzoni il più complete possibile, in modo che i musicisti, che avrebbero registrato con lui in studio, potessero farle proprie. A seguito della sua apparizione nell'adattamento cinematografico della rock opera Tommy, il manager dell'epoca di Clapton, Robert Stigwood, lo contattò per parlargli di un nuovo progetto. Stigwood organizzò per Clapton delle sedute di registrazione ai Criteria Studios di Miami, Florida insieme a Radle, Sims, Oldaker e al produttore discografico Tom Dowd. Quando arrivò il momento di incidere un nuovo album, Clapton era preoccupato circa le sue capacità artistiche e il potenziale commerciale della sua musica dopo il suo periodo di stallo creativo, e fece notare quanto, secondo lui, fosse importante che si creasse una speciale "alchimia" tra i musicisti in studio affinché un album funzionasse davvero. Clapton chiamò a partecipare alle sessioni anche la cantante Yvonne Elliman e il chitarrista George Terry.
Stigwood si occupò di affittare per Clapton una casa in Florida, all'indirizzo 461 Ocean Boulevard (che diverrà il titolo del nuovo disco) a Golden Beach, vicino a Miami. L'intero album venne registrato da aprile a maggio del 1974. Per le sessioni di registrazione, Clapton utilizzò la sua chitarra elettrica Blackie Fender Stratocaster. Riguardo alle parti di chitarra slide, ricorse a varie chitarre Gibson ES-335. Inoltre, suonò anche delle chitarre acustiche Martin.

### Contenuti
Nella sua autobiografia del 2007 My Life, Clapton rimarcò il fatto di essere rimasto molto soddisfatto del testo e della musica di Let It Grow, pezzo che scrisse lui stesso. Tuttavia, la critica musicale notò anche, e Clapton lo ammise, che la melodia e gli accordi della canzone erano molto simili a Stairway to Heaven dei Led Zeppelin. Tranne Let It Grow e Get Ready, una canzone scritta da Clapton circa la vocalist Yvonne Elliman, l'album consiste di varie cover di brani che Clapton aveva in mente di registrare da tempo: Willie and the Hand Jive, Steady Rollin' Man e I Can't Hold Out. Clapton sentì per la prima volta Give Me Strength a Londra negli anni sessanta, quando viveva con Charlie e Diana Radcliffe a Fulham Road. Volle incidere la canzone in quanto sentiva che si sarebbe amalgamata bene con il resto del disco. Mentre la band registrava l'album, George Terry portò in studio il disco Burnin' di Bob Marley and the Wailers, dicendo agli altri quanto gli piacesse il brano I Shot the Sheriff. Egli persuase quindi Clapton a incidere una reinterpretazione del pezzo, che però non piaceva troppo a Eric, a causa della sua melodia "hardcore reggae". Alla fine, la band convinse Clapton a inserire la cover nell'album, dicendo che sarebbe stata sicuramente un grosso successo. Quando Clapton incontrò Bob Marley anni dopo, Marley gli disse di aver molto apprezzato la sua versione.
Dal disco furono estratti due singoli. Il primo, I Shot the Sheriff fu pubblicato dalla RSO Records all'inizio del luglio 1974, prima della pubblicazione dell'album. La versione di Clapton surclassò l'originale di Marley in termini di vendite raggiungendo la Top 10 nella classifica dei singoli in nove Paesi, diventando l'unico 45 giri da primo posto di Clapton nella Billboard Hot 100 statunitense. Nel 2003, la cover è stata inserita nella Grammy Hall of Fame. Il singolo fu inoltre il primo di Eric Clapton a vendere bene a livello internazionale, venendo certificato disco d'oro negli Stati Uniti e doppio platino in Canada. La seconda traccia ad essere pubblicata su singolo fu Willie and the Hand Jive, che uscì nell'ottobre 1974. Clapton rallentò il tempo della canzone originale per la sua versione. Il 45 giri raggiunse la posizione numero 26 nella Billboard Hot 100 e la numero 28 nei Paesi Bassi.

## Pubblicazione
461 Ocean Boulevard venne pubblicato nel luglio 1974 negli Stati Uniti, in Europa, Asia, Australia e Nuova Zelanda. La RSO Records decise inoltre, di far uscire il disco anche in Unione Sovietica, dove fu uno dei pochi dischi di musica pop ad essere legalmente distribuito. Con il passare degli anni, l'album è stato ristampato varie volte. Nel 1988, 1996 e 2004, anche in formato compact disc e per il download digitale.

## Tracce

### Versione originale (1974)
Lato A
1. Motherless Children - 4:55 - (Canzone tradizionale, arrangiamenti di Clapton e Radle)
2. Give Me Strength - 2:51 - (Clapton)
3. Willie and the Hand Jive - 3:46 - (Otis)
4. Get Ready - 3:50 - (Clapton/Elliman)
5. I Shot the Sheriff - 4:30 - (Marley)

Lato B
1. I Can't Hold Out - 4:10 - (James)
2. Please Be With Me - 3:25 - (Boyer)
3. Let It Grow - 4:57 - (Clapton)
4. Steady Rollin' Man - 3:14 - (Johnson)
5. Mainline Florida - 4:05 - (Terry)

### Edizione Deluxe (2004)
Disco 1
1. Motherless Children - 4:51 - (Canzone tradizionale, arrangiamenti di Clapton e Radle)
2. Give Me Strength - 2:52 - (Clapton)
3. Willie and the Hand Jive - 3:30 - (Otis)
4. Get Ready - 3:48 - (Clapton/Elliman)
5. I Shot the Sheriff - 4:24 - (Marley)
6. I Can't Hold Out - 4:12 - (James)
7. Please Be With Me - 3:26 - (Boyer)
8. Let It Grow - 4:58 - (Clapton)
9. Steady Rollin' Man - 3:13 - (Johnson)
10. Mainline Florida - 4:05 - (Terry)

Tracce bonus
1. Walkin' Down the Road - 5:15 - (Musgrave & Levine)
2. Ain't That Loving You - 5:28 - (Reed)
3. Meet Me (Down At The Bottom) - 6:57 - (Dixon)
4. Eric After Hours Blues - 4:21 - (Clapton)
5. B-Minor Jam - 7:11 - (Clapton)

Disco 2 (live)
- Tutte le canzoni registrate dal vivo, 4 e 5 dicembre 1974 presso il teatro Hammersmith Odeon di Londra.

1. Smile - 4:40 - (Chaplin, Parsons, Phillips)
2. Let It Grow - 6:24 - (Clapton)
3. Can't Find My Way Home - 4:49 - (Winwood)
4. I Shot the Sheriff - 7:50 - (Marley)
5. Tell The Truth - 7:03 - (Clapton/Whitlock)
6. The Sky Is Crying/Have You Ever Loved A Woman/Rambling On My Mind - 7:24 - (James, Robinson, & Lewis/Myles/Johnson)
7. Little Wing - 6:50 - (Hendrix)
8. Singin' The Blues - 7:43 - (McCreary)
9. Badge - 8:36 - (Clapton/Harrison)
10. Layla - 5:27 - (Clapton/Gordon)
11. Let It Rain - 6:34 - (Bramlett & Clapton)

## Formazione
- Eric Clapton - voce, dobro, chitarra acustica, chitarra elettrica
- Albhy Galuten - organo Hammond, sintetizzatore, pianoforte, clavicordo, Fender Rhodes
- Jamie Oldaker - batteria, percussioni
- Dick Sims - tastiera
- Jim Fox - batteria
- George Terry - chitarra, cori
- Carl Radle - basso
- Al Jackson Jr. - batteria
- Yvonne Elliman, Tom Bernfeld - cori